# Žganjekuha
Žganjekuha oz. kuhanje žganja je pridobivanje alkoholnih pijač z destilacijo alkoholno prevretih rastlinskih pridelkov. V kotlu za žganje počasi segrevamo drozgo, kar povzroča izhajanje lahko hlapljivih snovi (alkoholov). Alkoholne hlape vodimo do kondenzatorja, kjer se ohladijo in utekočinijo. Če želimo doseči višje koncentracije alkohola, destilacijo ponovimo. V Sloveniji je razširjeno kuhanje domačega žganja iz različnih vrst sadja (hruške, slive, brinje ...) oz. iz vina ali sadjevca.